# فلسفه و آینه واقعیت
فلسفه و آینه واقعیت (انگلیسی: Philosophy and the Mirror of Nature) کتابی است از فیلسوف آمریکایی ریچارد رورتی که در سال ۱۹۷۹ نوشته شده، و در آن به‌جای حل مسائل فلسفی مدرن سعی در منحل کردن آن‌ها دارد. رورتی این کار را با شناساندن آن‌ها به‌عنوان شبه‌مسائلی انجام می‌دهد که فقط در بازی زبانی پروژه‌های معرفت‌شناختی که در فلسفه تحلیلی به اوج می‌رسد وجود دارند. رورتی در ژستی پراگماتیستی پیشنهاد می‌کند که اگر فلسفه می‌خواهد مولد باشد، باید از این شبه‌مسئله‌ها عبور کند. این اثر پس از انتشار بحث‌برانگیز تلقی شد و بزرگ‌ترین موفقیت خود را خارج از فلسفه تحلیلی داشت.

## پیشینه
تأثیرگذاران اصلی روی کار رورتی جان دیویی، لودویگ ویتگنشتاین، ویلارد کواین و ویلفرد سلارز بودند.

## خلاصه
رورتی استدلال می‌کند که فلسفه بی‌جهت بر یک نظریه بازنمایی ادراک و یک نظریه تطبیقی حقیقت تکیه کرده است، به این امید که تجربه یا زبان ما منعکس‌کننده شیوه واقعی واقعیت باشد. در انجام این کار، او بر کار فیلسوفانی مانند کواین، سلارز و دونالد دیویدسن تکیه کرده است. رورتی برای به‌دست آوردن نسخه‌ای مشترک از حقیقت، از گفتگوی عینی/ذهنی دوری می‌کند. از نظر او، «حقیقت» صرفاً افتخاری است که دانایان نصیب ادعاهای خود می‌کنند؛ با بیان این‌که حقیقت همان چیزی است که «ما» می‌خواهیم در مورد مثلاً یک موضوع خاص به‌کار ببندیم.
رورتی توضیح می‌دهد که چگونه تغییر پارادایم فلسفی و «مسائل» فلسفی مرتبط با آن را می‌توان نتیجه استعاره‌ها، واژگان جدید و تداعی‌های زبانی اشتباهی دانست که لزوماً بخشی از آن پارادایم‌های جدید هستند.

## نقد
فلسفه و آینه واقعیت پس از انتشار بحث‌برانگیز بود. این کتاب علی‌رغم تکیه بر استدلال‌های کواین و سلارز، بزرگ‌ترین موفقیت خود را در خارج از فلسفه تحلیلی به‌دست‌آورد، و در علوم انسانی تأثیر زیادی داشت. بسیاری از فیلسوفان تحلیلی به‌شدت از آن انتقاد کردند.